# League Leader's Shield
Pour les articles homonymes, voir Shield.
Le League Leader's Shield est un trophée qui récompense l'équipe qui termine en tête de la phase régulière de la Super League, depuis 2003, les années précédentes le trophée n'était pas remis mais il est considéré que l'équipe terminant en tête de la saison régulière ait pu être honoré de ce titre. En effet, le vainqueur de la Super League est désigné à l'issue de la phase finale, ainsi la League Leader's Shield est vu comme un trophée moindre. Toutefois, en raison de ce format, son vainqueur récompense l'équipe la plus régulière de la saison régulière.

## Palmarès
| Année | Vainqueur        | Deuxième         |
| ----- | ---------------- | ---------------- |
| 1996  | St Helens        | Wigan            |
| 1997  | Bradford         | London Broncos   |
| 1998  | Wigan            | Leeds            |
| 1999  | Bradford         | St Helens        |
| 2000  | Wigan            | St Helens        |
| 2001  | Bradford         | Wigan            |
| 2002  | St Helens        | Bradford         |
| 2003  | Bradford         | Leeds            |
| 2004  | Leeds Rhinos     | Bradford         |
| 2005  | St Helens        | Leeds            |
| 2006  | St Helens        | Hull FC          |
| 2007  | St Helens        | Leeds            |
| 2008  | St Helens        | Leeds            |
| 2009  | Leeds            | St Helens        |
| 2010  | Wigan            | St Helens        |
| 2011  | Warrington       | Wigan            |
| 2012  | Wigan            | Warrington       |
| 2013  | Huddersfield     | Warrington       |
| 2014  | St Helens        | Wigan            |
| 2015  | Leeds            | Wigan            |
| 2016  | Warrington       | Wigan            |
| 2017  | Castleford       | Leeds            |
| 2018  | St Helens        | Wigan            |
| 2019  | St Helens        | Wigan            |
| 2020  | Wigan            | St Helens        |
| 2021  | Dragons Catalans | St Helens        |
| 2022  | St Helens        | Wigan            |
| 2023  | Wigan            | Dragons Catalans |